# 中島美春
中島 美春（なかじま みはる、1967年10月1日 - ）は、日本の元アイドル。本名、市川 美春（いちかわ みはる）。旧姓、中島。愛称は、なかじ。
埼玉県出身。1985年におニャン子クラブの会員番号5番としてデビューした。
1986年3月、おニャン子クラブを卒業し、同時に芸能界も引退したが、おニャン子クラブの再結成イベントには頻繁に顔を出し、1997年にその縁でとんねるずのマネージャーであり、とんねるずの石橋貴明の元妻である鈴木保奈美のマネージャーでもあるボブ市川（市川謙司）と結婚した。
おニャン子クラブの再結成イベントに参加したのは1997年のが最後であり、それ以降はおニャン子クラブの再結成イベントには一切参加していない。

## 活動
- 1985年2月、高校2年時にフジテレビの深夜番組『オールナイトフジ女子高生スペシャル』に出演し、国生さゆりらとともに同年4月からの同局で始める新番組『夕やけニャンニャン』のおニャン子クラブの一員としてスカウトされる。そして『夕やけニャンニャン』放送開始と共におニャン子クラブの一員として芸能生活をスタートさせた。私生活では、地元の普通科高校の3年生に進級して二足のわらじを履く日々を送ることとなった。
- 顔が志村けんに似ている事を自ら進んでネタにするなど、大胆な発言や明るい性格で知られた。
- しかしながら、当時高校3年生であった彼女は、高校卒業後歯科衛生士を目指し、その専門学校に通うため、おニャン子クラブから脱退し、芸能界から引退するという決断をする。番組スタッフらは彼女の決断を快く受け入れ、彼女のための卒業記念シングルを制作する。それが現在では卒業式のシーズンの定番曲となった「じゃあね」である。この曲は当初、中島美春個人名義（＝中島美春 with おニャン子クラブ）で進められたが、本人の意向によりおニャン子クラブの名義に変更（しかしフロントボーカルは中島単独）。「セーラー服を脱がさないで」、「およしになってねTEACHER」に続く第3弾シングルとして1986年2月21日に発売された。
- 1986年3月31日、河合その子（彼女は卒業後はソロ活動に移行）とともに『夕やけニャンニャン』の番組内で二人の「卒業式」が行われて番組を離れ、翌4月1日、日本武道館でのおニャン子クラブの全国コンサートツアー「あぶな～い課外授業」最終公演をもって芸能界から引退した。なお、これを機に番組内では卒業式が恒例化することとなった。
- 引退後も公私にわたって『夕やけニャンニャン』やおニャン子クラブのメンバーとは交流があり、その後の番組内卒業式や卒業コンサートなどにも参加した。

## 人物像
明るく気取らない性格から「なかじ」の愛称で多くのファンに親しまれた。いじられキャラとしてメンバーからの人気も高く、夕やけニャンニャンで共演していたとんねるず石橋貴明のムチャぶりを逆ツッコミする度胸もあった。
卒業までの1年間、新田恵利と共におニャン子初期時代の中心メンバーとして多くの楽曲でフロントボーカルを務め人気を得ていた。新田とは、「オールナイトフジ・女子高生スペシャル」からの付き合いで親友である。
新田と親友でありながら、新田と一定の距離を置いていた国生さゆりとも良好な関係を築くなど交友関係は広く、番組の共演者であるタレントからも可愛がられた。
夕ニャン卒業式では、高井麻巳子が号泣する場面があり、親友の新田恵利や永田ルリ子とは抱き合って別れを惜しんだ。
卒業生として参加した全国横断ファイナルコンサートでは、新田との久々の共演もあったが、その際、「なかじー」の大合唱が始まるなど現役メンバーをしのぐ人気の高さを見せた。
「じゃあね」は、彼女のために作られた卒業ソングで、コーラスを新田、永田、名越美香、内海和子、福永恵規が勤めた。「セーラー服を脱がさないで」「真っ赤な自転車」と共におニャン子クラブの代表曲としてその後も歌い継がれた。
「じゃあね」はオリコンで1位を獲得している。